# Upłaz (polana w Tatrach)

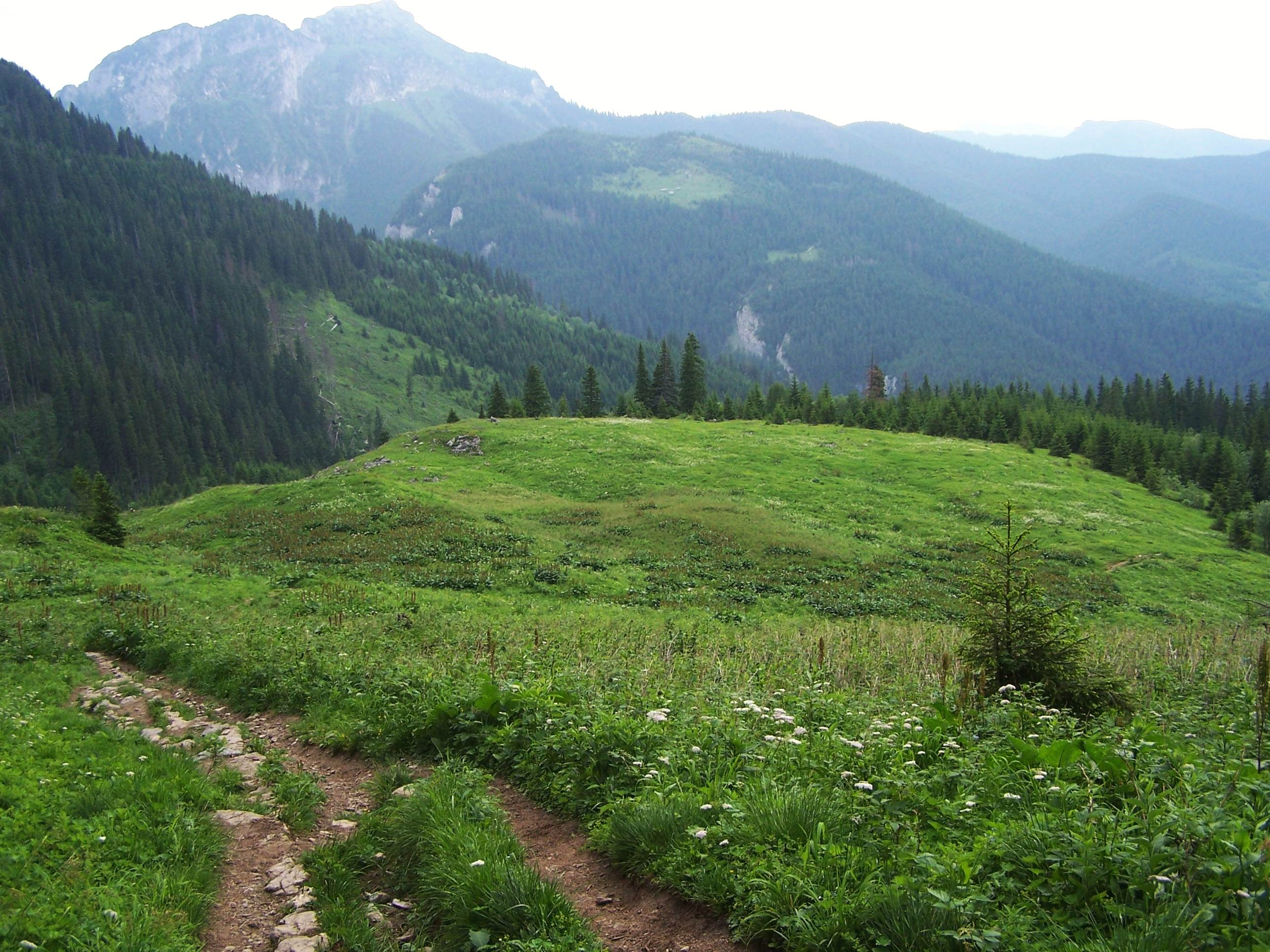
Polana Upłaz – w głębi Kominiarski Wierch i Stoły

Polana Upłaz – śródleśna polana leżąca na pochyłym stoku oddzielającym Dolinę Kościeliską od Doliny Miętusiej w Tatrach Zachodnich, powyżej zalesionego grzbietu Adamicy. Przez górali nazywana była także Pod Upłaz lub Pod Upłazem. Miała powierzchnię 15 ha i dawniej wchodziła w skład Hali Upłaz. Jej zachodnia część opada w kierunku Doliny Kościeliskiej, południowa do Żlebu pod Wysranki. Polana leży na wysokości 1260–1350 m i znajduje się na niej wzgórek o wysokości 1309 m.
W XVII w. polana należała do Grzegorza Tylki z Cichego. Od 1893 prowadzono na polanie doświadczenia łąkarskie. Polana była koszona i wypasana, w 1960 stało na niej 10 budowli pasterskich mieszkańców wsi Czarna Góra, Jurgów i Rzepiska. W latach 1961–1964 została od górali wykupiona przez Tatrzański Park Narodowy, który zlikwidował wypas. Niekonserwowane budowle od tego czasu systematycznie ulegały niszczeniu. W 1975 r. stały tu już tylko 2 szałasy (bacówki) i 2 szopy. Ostatni szałas spłonął w 1994 r. Pozostałością po pasterstwie są duże kępy pokrzyw i szczawiu alpejskiego. W 2004 w wyniku zaprzestaniu użytkowania powierzchnia polany zmniejszyła się o ok. 27%. Polana w dalszym ciągu zarasta kępami malin i lasem. Z rzadkich w Karpatach roślin stwierdzono występowanie na polanie złoci małej, a także sybaldii rozesłanej – gatunku w Polsce występującego tylko w Tatrach i to na nielicznych stanowiskach.
Z polany dobry widok na Kominiarski Wierch, Stoły i Kościeliskie Kopki. Powyżej polany strome zbocze porośnięte górnoreglowym lasem, który dawniej był bardzo zniszczony wskutek nadmiernego wypasu. Ponad nim znajdują się Wyżnia Upłaziańska Rówień, Piec i Upłaziańska Kopka.
Nazwa Upłaz pochodzi od słowa upłaz, w gwarze podhalańskiej oznaczającego „rozległe, trawiaste, stosunkowo płaskie zbocze o b. różnym nachyleniu i rozmiarach”.

## Szlaki turystyczne
z Wyżniej Kiry Miętusiej przez Adamicę, Upłaziański Wierszyk, polanę Upłaz, Chudą Przełączkę i Twardy Grzbiet na Ciemniak. Z Kir na polanę 3 km (ok. 1:15 h), czas przejścia na Ciemniak: 3:25 h, ↓ 2:30 h.